# 나미비아긴귀박쥐
 나미비아긴귀박쥐(Laephotis namibensis)는 애기박쥐과에 속하는 박쥐의 일종이다. 나미비아에서 발견된다. 지연 서식지는 건조 사바나 지역과 온대 사막 지역이다.

## 특징
작은 박쥐로 몸길이는 49~55mm 정도이고, 전완장은 36~40mm이다. 꼬리 길이는 38~47mm, 발 길이는 7~8mm, 귀 길이는 22~25mm이다. 몸무게는 최대 11g이다. 털은 길고 부드럽다. 등 쪽은 크림색빛 갈색 또는 누르스름한 갈색을 띠는 반면에 배 쪽은 희끄무레한 크림색 또는 밝은 크림색이다. 주둥이는 연한 갈색이고 아주 가늘고 긴 삼각형 형태를 띤다. 핵형은 2n=34, FNa=50이다.

## 생태
바위 틈 사이에서 지내는 것을 추정하고 있다. 먹이는 곤충이다.

## 분포 및 서식지
나미비아 남서부와 남아프리카공화국 웨스턴케이프주에 널리 분포한다. 산악 지대와 건조한 환경, 물가 근처에서 서식한다.